# Oscar Gobern
Oscar Lee Gobern est un footballeur anglais né le 26 janvier 1991 à Birmingham. Il évolue actuellement au poste de milieu de terrain au Dover Athletic.

## Biographie
Le 6 août 2015, il rejoint le club des Queens Park Rangers.